# Ручетна вас
Ручетна вас (словен. Ručetna vas) је насељено место у општини Чрномељ, регија Југоисточна Словенија, Словенија.

## Историја
До територијалне реорганизације у Словенији била је у саставу старе општине Чрномељ.

## Становништво
У попису становништва из 2011. године, Ручетна вас је имала 146 становника.
| Број становника према пописима | Број становника према пописима | Број становника према пописима |
| ------------------------------ | ------------------------------ | ------------------------------ |
| 1991                           | 2002                           | 2011                           |
| 86                             | 118                            | 146                            |